# شاهینک بال‌نقطه‌ای
شاهینک بال‌نقطه‌ای (نام علمی: Spiziapteryx circumcincta)، گونه‌ای از پرندگان شکاری در زیرخانواده شاهینیان از خانواده شاهینان، شاهین‌ها و کاراکاراها است که در آرژانتین، بولیوی، پاراگوئه و احتمالاً اروگوئه یافت می‌شود.